# 芮特諾·庫斯蒂加
芮特諾·庫斯蒂加（1942年6月19日—），印尼前女子羽球運動員，她從1960年代初期到1970年代初期在國際上參加比賽。
雖然芮特諾·庫斯蒂加在高水準的比賽中打過單打，但她的最大成功來自於與米納妮·蘇達揚托搭檔的女子雙打項目。她們是在著名的全英羽球錦標賽中贏得女子雙打（1968年）的兩支印尼組合的第一支。她們的頭銜還包括四年一度的亞洲運動會（1962年、1966年），馬來西亞羽球公開賽（1966年、1967年），新加坡羽球公開賽（1967年）、紐西蘭羽球公開賽（1968年），加拿大羽球公開賽（1969年）和美國羽球公開賽（1969年）。芮特諾·庫斯蒂加還在1967年馬來西亞公開賽上與陳有福以及1971年的亞洲羽球錦標賽上與紀明發贏得了混合雙打。她是印尼代表隊的一員，在1969年和1972年優霸盃（女子團體錦標賽）獲得第二名。